# Robert Renan
Robert Renan Alves Barbosa (ur. 11 października 2003 w Brasílii) – brazylijski piłkarz występujący na pozycji środkowego obrońcy, od 2024 roku zawodnik saudyjskiego Al-Shabab.